# Lunden (Havnbjerg Sogn)
 For alternative betydninger, se Lunden. (Se også artikler, som begynder med Lunden)
Lunden er stedbetegnelse for et lavtliggende område på Nordals, syd for Havnbjerg og nord for Brandsbøl og Svenstrup. I øst afgrænses området af landevejen fra Sønderborg til Nordborg. På dette sted ligger en række af Danfoss' fabrikker. 
Lunden består af en række huse og gårde, samt et mindre villakvarter og tæt lav socialt boligbyggeri. 
I Lunden udspringer Gilbækken som via Gildbro løber ud i Lillebælt. 
|  | Denne artikel om lokaliteten Lunden (Havnbjerg Sogn) kan blive bedre, hvis der indsættes et (bedre) billede. Du kan hjælpe ved at afsøge Wikimedia Commons for et passende billede eller lægge et op på Wikimedia Commons med en af de tilladte licenser og indsætte det i artiklen. |

55°01′50″N 9°47′32″Ø / 55.0306°N 9.7921°Ø